# Rikard Norling
Rikard Norling (* 4. Juni 1971 in Stockholm) ist ein schwedischer Fußballtrainer. Nach einer kurzen Spielerkarriere war er zunächst als Trainer vor allem im Jugendbereich tätig, ehe er ab 2002 verschiedene Vereine im höherklassigen schwedischen und norwegischen Fußball trainierte. 2013 gewann er mit Malmö FF, 2018 mit AIK den schwedischen Meistertitel.

## Werdegang

### Kurze Spielerkarriere und über die Jugendarbeit zum Assistenztrainer
Norling begann mit dem Fußballspielen bei IK Bele. Dort spielte er in der Jugendmannschaft an der Seite des späteren schwedischen Nationalspielers Johan Mjällby. 1987 wechselte er in die Jugend von IF Brommapojkarna. Später kam er unter Trainer Erik Hamrén an der Seite von Fredrik Espmark und Pascal Simpson viermal in der Division 1 Norra zum Einsatz und konnte dabei ein Tor erzielen, ehe er seine Karriere als Zwanzigjähriger frühzeitig beenden musste.
Norling wechselte auf die Trainerbank und war zunächst bei IF Brommapojkarna in der Jugendarbeit tätig. Ab 1994 trainierte er seinen Heimatklub IK Bele in der viertklassigen Division 3 Östra Svealand. Nachdem im ersten Jahr nur ein Punkt zur Teilnahme an der Aufstiegsrunde zur dritten Liga gefehlt hatten, wurde die Mannschaft im zweiten Jahr unter Norling abgeschlagen Fünfter. 
1996 nahm Norling ein Angebot vom AIK an, als Jugendtrainer die Nachwuchsmannschaft des Erstligisten zu betreuen. 1998 rückte er als Assistent der Wettkampfmannschaft auf, die in der Allsvenskan antrat und in den Vorjahren den schwedischen Landespokal gewonnen hatte. Unter dem neuen Trainer Stuart Baxter wurde der Verein Landesmeister und abermals Pokalsieger. Der Schotte erreichte mit der Mannschaft des AIK die Gruppenphase der Champions League 1999/2000, und nachdem dieser nach einem verbalen Disput mit dem vierten Offiziellen beim Aufeinandertreffen mit dem FC Barcelona für das Spiel gegen den FC Arsenal gesperrt worden war, übernahm Norling dessen Platz auf der Trainerbank in Wembley. Nach dem Abgang Baxters 2000 übernahm Olle Nordin den Trainerposten und Norling kehrte in die Nachwuchsarbeit zurück.

### Erste Schritte im Erwachsenenbereich und Trainer des Jahres in Schweden
2002 verließ er den AIK und übernahm den Trainerposten bei Väsby IK. An seiner Seite arbeitete der langjährige AIK-Profi Nebojša Novaković als spielender Assistenztrainer. Mit dem Klub wurden die beiden auf Anhieb Staffelsieger in der drittklassigen Division 2 Östra Svealand, allerdings scheiterte die Mannschaft in den Aufstiegsspielen nach zwei Niederlagen an Bodens BK. Auch 2003 gelang der Staffelsieg, erneut wurde der Aufstieg erst in der Aufstiegsrunde verpasst. Friska Viljor FC konnte sich nach einem 4:3-Auswärtssieg im Hinspiel eine 2:3-Heimniederlage leisten, um gemäß der Auswärtstorregel in die Zweitklassigkeit aufzusteigen.
In der Spielzeit 2004 übernahm Norling bei GIF Sundsvall seinen ersten Trainerposten als verantwortlicher Trainer in der Allsvenskan. Als Trainerduo zusammen mit Patrick Walker konnte er mit dem Klub den Klassenerhalt schaffen. Dennoch verließ er den Verein nach nur einer Spielzeit.
Norling kehrte zurück zum AIK. Der Verein war im Vorjahr aus der Allsvenskan abgestiegen und strebte die direkte Rückkehr ins schwedische Oberhaus an. Unter der Leitung Norlings, dem erneut Novaković assistierte, wurde die Mannschaft mit neun Punkten Vorsprung auf den Tabellenzweiten Östers IF deutlich Zweitligameister. In der ersten Liga wusste Norling mit seiner Mannschaft zu überraschen. Lange Zeit lieferte sich die Mannschaft mit IF Elfsborg ein Duell um den Lennart-Johansson-Pokal, den der schwedische Landesmeister erhält. Am Saisonende wies die Mannschaft bei besserem Torverhältnis einen Punkt Rückstand auf den Klub aus Borås auf und musste sich mit der Vizemeisterschaft begnügen. Nach Ende der Spielzeit 2006 wurde er als Trainer des Jahres ausgezeichnet. Im UEFA-Pokal 2007/08 führte er die Mannschaft durch die Qualifikation in die erste Hauptrunde, in der die Mannschaft jedoch nach einem 0:0-Unentschieden und einer 0:1-Niederlage an Hapoel Tel Aviv scheiterte. In der Liga verpasste die Mannschaft am Ende der Spielzeit 2007 als Tabellenfünfter die erneute Qualifikation für einen internationalen Wettbewerb. Nachdem auch in der folgenden Spielzeit der Erfolg ausgeblieben war, wurde Norling nach Saisonende von seinen Aufgaben entbunden und durch Mikael Stahre ersetzt.

### Aus der zweiten Liga zum schwedischen Meistertitel
Im Dezember 2009 präsentierte der Zweitligist Assyriska Föreningen Norling als neuen hauptverantwortlichen Trainer ab dem 1. Januar 2010. Beim Klub aus Södertälje unterzeichnete er einen Kontrakt mit zwei Jahren Laufzeit. Am Ende der Zweitliga-Spielzeit 2010 belegte er mit der Mannschaft den vierten Tabellenplatz und verpasste den von seinem ehemaligen Klub GIF Sundsvall belegten Relegationsplatz um fünf Punkte. 
Im Frühsommer 2011 wechselte Norling zum amtierenden Meister Malmö FF, um den nach Dänemark abgewanderten Roland Nilsson zu ersetzen. Mit der Mannschaft verpasste er in der letzten Qualifikationsrunde die Gruppenphase der UEFA Champions League 2011/12, in der Gruppenphase der UEFA Europa League 2011/12 belegte der Klub den letzten Rang. Nachdem der Klub zwischenzeitlich in der Liga geschwächelt hatte, führte er den Klub im Saisonendspurt auf den vierten Tabellenplatz, so dass die erneute Europapokalqualifikation nur knapp verpasst wurde. Umso erfolgreicher war die Spielzeit 2013, als er mit dem Klub den schwedischen Meistertitel gewann.

### Engagement im Ausland und Rückkehr nach Schweden
Wenige Wochen nach Saisonende verkündete Norling seinen Abschied von Malmö FF. Wenige Tage später gab Brann Bergen die Verpflichtung des Trainers bekannt, der einen bis 2016 gültigen Kontrakt unterzeichnete. Zum Jahreswechsel sorgte er bei seinem ehemaligen Klub für Irritationen, da er entgegen Absprachen um Fitnesstrainer Simon Holyhead aus seinem bisherigen Trainerstab warb. Dieser verkündete Anfang Januar seinen Abschied von Malmö FF. Letztlich einigten sich die beiden Vereine Ende Januar auf einen Wechsel. Dennoch stellte sich bei seinem neuen Klub kein Erfolg ein, lange Zeit stand die Mannschaft im Verlauf der Spielzeit 2014 auf einem direkten Abstiegsplatz. Erst am vorletzten Spieltag rückte sie auf den Relegationsplatz vor, den sie am letzten Spieltag bestätigte. Nach einem 1:1-Unentschieden im Relegationshinspiel gegen Mjøndalen IF bedeutete eine 0:3-Rückspielniederlage jedoch den Abstieg in die Zweitklassigkeit. Hier hielt der Klub zunächst an ihm fest, nachdem die Mannschaft jedoch in der 1. Division nur im Mittelfeld gestanden hatte, wurde er Ende Mai 2015 nach einer 1:4-Niederlage gegen Aufsteiger Levanger FK vorzeitig entlassen.

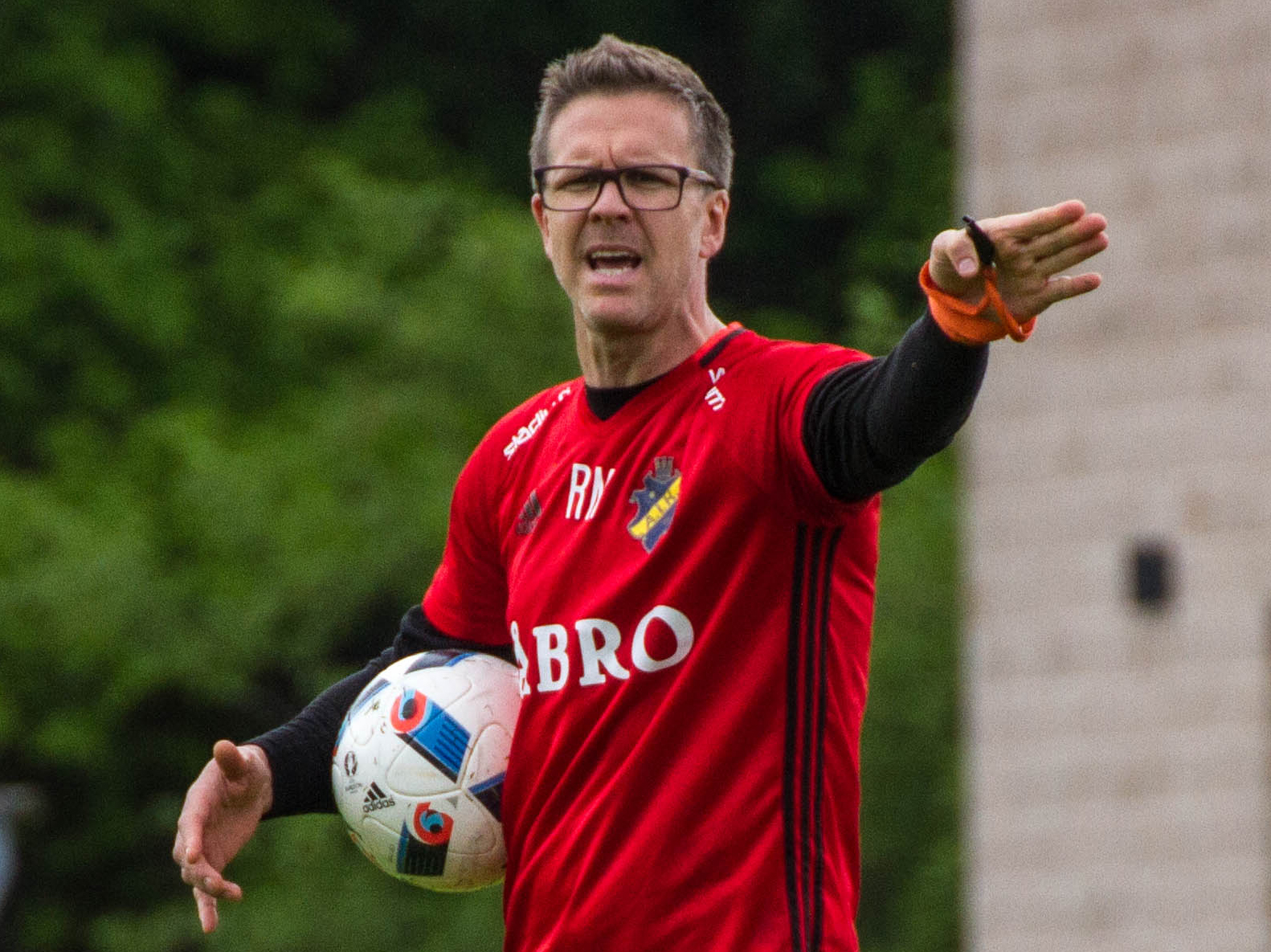
Norling bei der Trainingsarbeit (Mai 2016)

Im Mai 2016 kehrte Norling als Cheftrainer zum AIK zurück, wo er als Nachfolger des demissionierten Andreas Alm einen Vertrag bis Ende 2019 unterzeichnete. Nach Plätzen im vorderen Tabellenbereich führte er die Mannschaft in der Spielzeit 2018 zum zwölften Meistertitel der Vereinsgeschichte, in der folgenden Spielzeit verpasste er mit der Mannschaft als Tabellenvierte reine erneute Europapokalteilnahme. Nachdem sich die Mannschaft in der Spielzeit 2020 nach knapp einem Drittel der Saison im hinteren Tabellendrittel wiedergefunden hatte, wurde er vom Klub entlassen.
Kurz vor Weihnachten 2020 verkündete IFK Norrköping die Verpflichtung Norlings als neuen Cheftrainer ab der kommenden Saison. Nach 13 Spieltagen der Spielzeit 2022 auf dem elften Tabellenplatz liegend kam jedoch für ihn das vorzeitige Aus bei „Peking“.
Im Oktober 2023 stellte der ambitionierte Drittligist FC Stockholm Internazionale Norling als neuen Cheftrainer vor und stattete ihn mit einem Drei-Jahres-Kontrakt aus. Am Ende der Spielzeit 2024 erreichte er mit dem Klub als Tabellenzweiter hinter Umeå FC die Relegationsspiele zur Superettan, durch zwei Niederlagen gegen GIF Sundsvall verpasste die Mannschaft jedoch den Aufstieg in die zweite Liga.